# Leviellus kochi
Leviellus kochi är en spindelart som först beskrevs av Tord Tamerlan Teodor Thorell 1870.  Leviellus kochi ingår i släktet Leviellus och familjen hjulspindlar. Inga underarter finns listade i Catalogue of Life.